# Zygostates cornuta
Zygostates cornuta är en orkidéart som beskrevs av John Lindley. Zygostates cornuta ingår i släktet Zygostates och familjen orkidéer. Inga underarter finns listade i Catalogue of Life.